# 龙沱乡
龙沱乡，是中华人民共和国四川省乐山市夹江县曾经下辖的一个乡。2019年9月，撤销南安乡、龙沱乡和迎江乡，将其所属行政区域划归木城镇管辖。

## 行政区划
龙沱乡撤销前下辖以下地区：
龙沱村、修文村、三合村、赵沟村、联乡村、张山村和分水村。